# Rullager

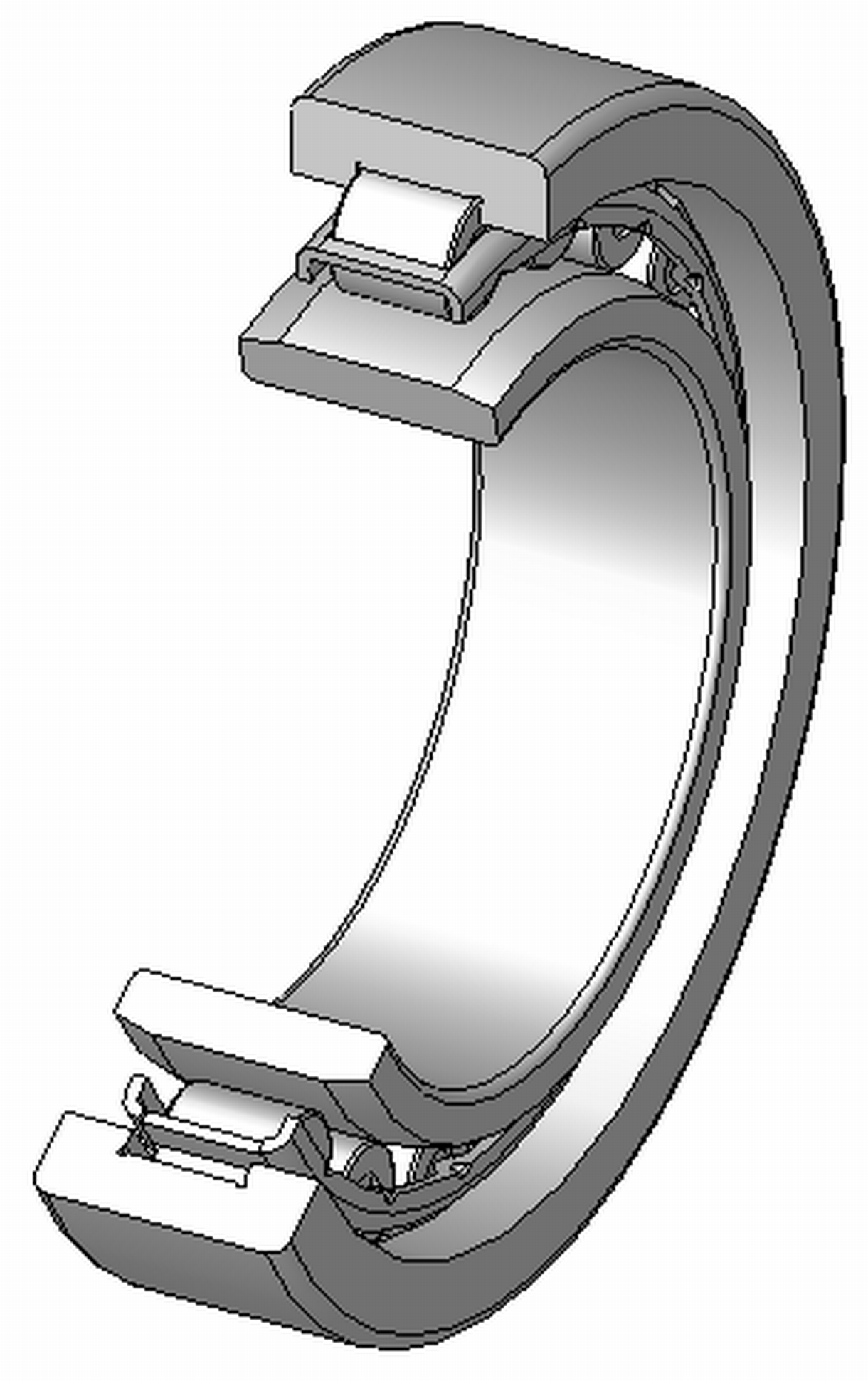
Cylindriskt rullager av typ NU.

Rullager är ett rullningslager där rullkropparna består av rullar.

## Grundtyper av radiella rullager
Cylindriska rullager
En eller flera rullrader av cylindriska rullar, som medger hög radiell belastning men ingen eller liten axiell last. Ett specialfall av de cylindriska rullagren är nållager där rullarna har liten diameter i förhållande till dess bredd.
Koniska rullager
Ett lager som kan bära radiell last och axiell last i en riktning, vilket gör att det oftast kombineras i parade arrangemang. En vanlig lagertyp för hjullager i äldre bilar (i nyare bilar används ofta hub-enheter baserade på kullager).
Sfäriska rullager

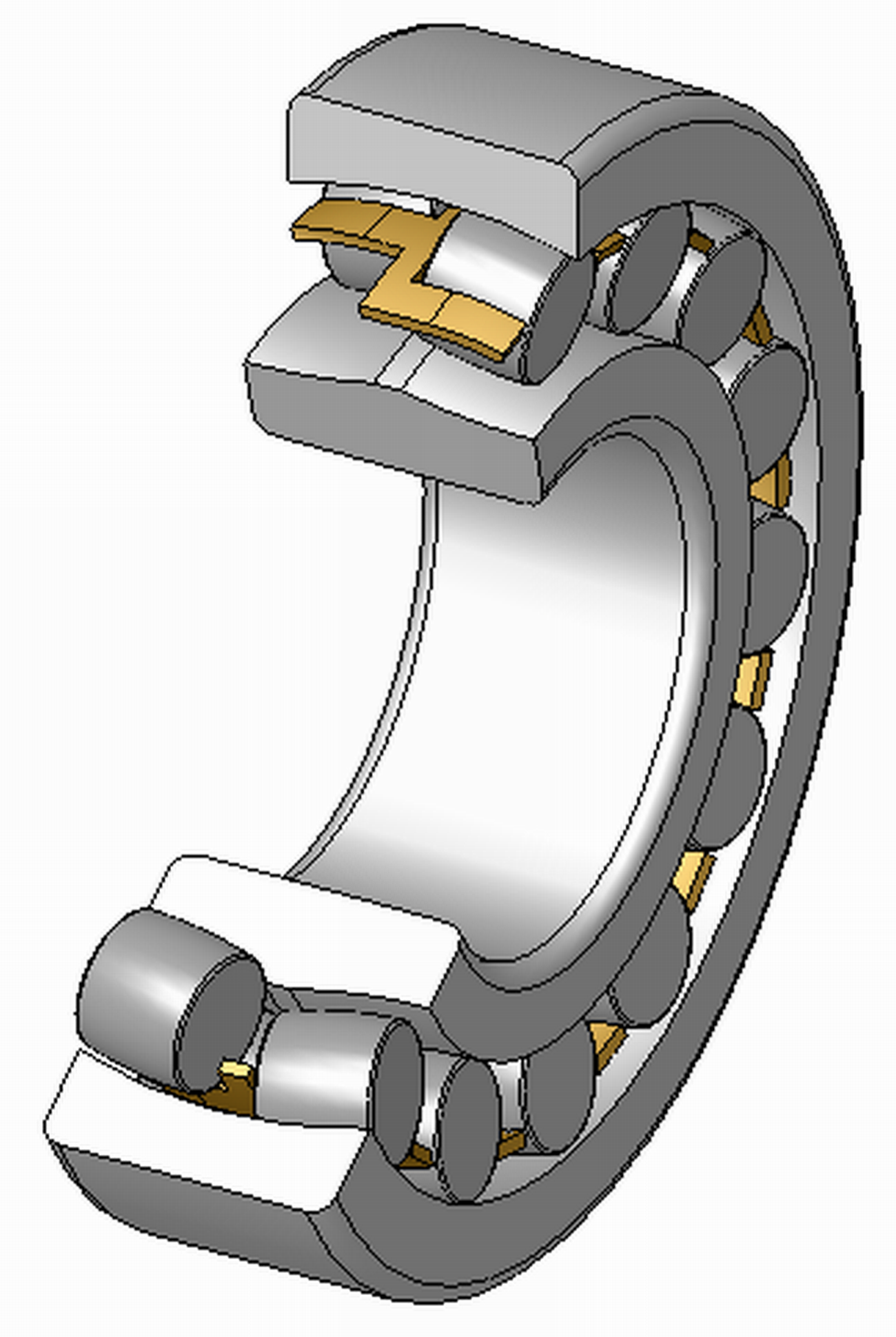
Sfäriskt rullager.

Det sfäriska rullagret är en vidareutveckling av Sven Wingquists uppfinning, det sfäriska kullagret. Det sfäriska rullagret, som introducerades 1919, patenterades av ingenjören Arvid Palmgren. Lagret har två rullrader och medger snedställning såväl initialt som dynamiskt (under drift). Används ofta i tung industri, såsom i stålverk, gruvor, industriella växellådor eller i huvudlagringen av vindkraftverk.
Toroidrullager
Ett lager som kan bära radiell last, tillåter snedställning och dessutom medger axiell frigång. Lagret introducerades under varumärket CARB® av SKF-ingenjören Magnus Kellström 1995.

## Grundtyper av axiella rullager
Cylindriska axialrullager
Ett lager som består av cylindriska rullar, hållare och helt släta axialbrickor. Rullarna i lagret har endast en liten del av rullning och mycket glidning eftersom inre och yttre omkrets är olika.
Koniska axialrullager
Ett lager likt det koniska radiallagret, men med en kontaktvinkel för mestadels axiell last.
Sfäriska axialrullager
Ett lager som kan bära både axiell och radiell last. Lagret introducerades 1939 av SKF 
Används ofta i propellerlagringar för båtar, i raffinörer i pappersindustrin eller i formsprutningsmaskiner.